# Fausto Vargas
Fausto Vargas García (* 8. Februar 1947 in Atemajac de Brizuela, Jalisco; † 22. Oktober 2022) war ein mexikanischer Fußballspieler auf der Position eines Stürmers.

## Leben
Vargas begann seine Profikarriere in der Saison 1967/68 beim Club Deportivo Guadalajara, mit dem er 1969 die mexikanische Fußballmeisterschaft der Saison 1969/70 und ebenso den Pokalwettbewerb derselben Spielzeit gewann. Nach drei Jahren bei Chivas und einer Zwischenstation beim Club San Luis (1970/71) stieß er 1971 zu Unión de Curtidores, bei denen er in zwei Etappen insgesamt sieben Jahre lang unter Vertrag stand und bei denen er 1981 seine aktive Laufbahn beendete. Dazwischen spielte er von 1975 bis 1978 für die Tecos UAG.
Außerdem absolvierte Vargas zwischen August und Oktober 1975 insgesamt vier Länderspieleinsätze für die mexikanische Fußballnationalmannschaft, in denen er zwei Tore erzielte: zunächst am 17. August 1975 den Treffer zum 7:0-Endstand gegen Costa Rica und zwei Wochen später den Führungstreffer beim 1:1 gegen Argentinien am 31. August 1975.